# دوار الشمس صفصافي الأوراق
دوار الشمس صفصافي الأوراق نوع نباتي يتبع جنس دوار الشمس من الفصيلة النجمية.

## البيئة والانتشار
ينتشر في وسط الولايات المتحدة.